# Karosa C 934
A Karosa C 934 a cseh Karosa Állami vállalat által 1996 és 2002 között gyártott kéttengelyes, magaspadlós, szóló helyközi autóbusz, mely a Karosa korábbi C 734-es és C 744-es modelljeit váltotta le Csehországban és Szlovákiában.
1999-től gyártott modelljeit C 934E típusjelzéssel látták el. Utódja a Karosa C 954 helyközi autóbusz.

## Műszaki adatok
A Karosa C 934 a Karosa 900-as sorozat alapmodellje. A  C 934-es elődjének a Karosa C 734 városi busz tekinthető. A karosszéria félig önhordó acélvázzal készült, meghajtásáról Renault MIHR 062045 típusú V6-os dízelmotor gondoskodik, manuális sebességváltóval. Az autóbusz kialakítása szerint farmotoros, hátsókerék hajtású. Az első tengely független kerékfelfüggesztésű, a hátsó tengely merev hidas, de minden tengely légrugókat kapott.

## Fordítás
Ez a szócikk részben vagy egészben  a   Karosa C 934 című angol Wikipédia-szócikk fordításán alapul.  Az eredeti cikk szerkesztőit annak laptörténete sorolja fel. Ez a jelzés csupán a megfogalmazás eredetét és a szerzői jogokat jelzi, nem szolgál a cikkben szereplő információk forrásmegjelöléseként.